# Waterdown
Waterdown är en ort i Kanada.   Den ligger i provinsen Ontario, i den sydöstra delen av landet, 400 km sydväst om huvudstaden Ottawa. Waterdown ligger 236 meter över havet och antalet invånare är 17 048.
Terrängen runt Waterdown är huvudsakligen platt, men åt sydväst är den kuperad. Runt Waterdown är det mycket tätbefolkat, med 2 915 invånare per kvadratkilometer.. Närmaste större samhälle är Hamilton, 9,6 km söder om Waterdown. 
Runt Waterdown är det i huvudsak tätbebyggt.